# Non mi sfuggirai (film 1935)
Non mi sfuggirai (Escape Me Never) è un film del 1935 diretto da Paul Czinner.
Elisabeth Bergner per il ruolo di Gemma Jones, ebbe una nomination alla 8ª edizione della cerimonia di premiazione degli Oscar come migliore attrice.

## Trama
Sir Ivor e Lady McLean scoprono nascosta nel loro palazzo veneziano Gemma,una ragazza che si era aggregata ad una scolaresca in visita, solo per avere un pasto caldo.
La ragazza infatti vive in povertà con un giovane musicista figlio di un noto compositore che stranamente è anche il padre del fidanzato di Fenella, figlia della coppia inglese. In realtà si tratta di due fratelli non della stessa persona, ma Fenella viene subito allontanata.
Gemma incontra Carlyle, il fidanzato di Fenella e fratello di Sebastian, il suo amante e tutti e tre decidono di partire alla ricerca di maggior fortuna. Si fermano nello stesso paese scelto da Fenella e Sebastian non appena la vede si innamora, ma dopo un confronto con Gemma decide di sposarla.
Nonostante le nozze Sebastian continua a vedere di nascosto Fenella, a nulla valgono le motivazioni di Gemma, che informa la rivale che il vero interesse dell'uomo è solo la musica e non l'amore. 
Il nuovo spettacolo di Sebastian ottiene un enorme successo, ma il figlioletto muore senza che Gemma riesca ad avvisarlo. Solo dopo un duro confronto con Carlyle riesce a dirgli tutta la verità e Sebastian torna da Gemma.

## Produzione
Il film fu prodotto da Herbert Wilcox con la sua compagnia, la Herbert Wilcox Productions per la British & Dominions Film Corporation.
La protagonista aveva già interpretato con successo lo stesso ruolo sui palcoscenici di Londra e Broadway.
A causa della censura il bambino sembra essere figlio di Sebastian, mentre in realtà è frutto di un precedente legame di Gemma. I due si conoscono quando lei è già madre e vedova.

### Musiche
Le coreografie del film furono curate da Frederick Ashton.